# Rivière Bell
Der Rivière Bell ist ein ca. 252 km langer Fluss in der kanadischen Provinz Québec.

## Flusslauf
Der Rivière Bell durchfließt die Verwaltungsregionen Abitibi-Témiscamingue und Nord-du-Québec. Der Fluss hat seinen Ursprung in dem See Lac Tiblemont in der regionalen Grafschaftsgemeinde Abitibi. Er fließt in überwiegend nördlicher Richtung. Er passiert nach 10 km die Ortschaft Senneterre. Anschließend verläuft er auf einer Strecke von 40 km durch den südlichen und westlichen Teil des Lac Parent. Dabei nimmt er das Wasser des Nebenflusses Rivière Mégiscane rechtsseitig auf. Der Rivière Bell setzt seinen Kurs nach Norden fort. Die Route 113 kreuzt nahe Lebel-sur-Quévillon den Fluss. Schließlich mündet er nach 240 km bei der Siedlung Rivière-Bell und dem Ort Matagami in den See Lac Matagami. Dessen Abfluss bildet der Fluss Rivière Nottaway, welcher zur James Bay fließt. Der Fluss Rivière Bell hat ein Einzugsgebiet von 22.222 km². Es liegen zahllose Stromschnellen an seinem Flusslauf. Die großen Inseln Canica und Bancroft liegen nahe der Flussmündung. Die Route de la Baie James kreuzt den Fluss bei Matagami.

## Hydrometrie
Bei Matagami, 8 km oberhalb der Mündung, befindet sich der Abflusspegel 03AC004 (⊙). Der gemessene mittlere Abfluss (MQ) an dieser Stelle beträgt 385 m³/s. Das zugehörige Einzugsgebiet beträgt 22.200 km².
Im folgenden Schaubild werden die mittleren monatlichen Abflüsse des Rivière Bell am Pegel 03AC004 für den Messzeitraum 1962–2021 in m³/s dargestellt.

## Etymologie
Der Fluss wurde nach dem Geologen Robert Bell (1841–1917), der den Fluss 1896 befuhr, benannt.